# Zálesný rybník
Zálesný rybník se nachází v katastrální území Písek na bezejmenném přítoku Jiheru. Jedná se o druhý rybník od pramene, tohoto potoka. Prvním je Krašovický rybník, druhým Zálesný a třetím Kamenitý. Rybník je trojúhelníkového tvaru. Hráz se nachází na jihovýchodě a je orientována z jihozápadu na severovýchod. Měří asi sto metrů. Směrem k přítoku se rybník zužuje. Šířka rybníka na přítoku je asi 30 metrů. Délka je asi 170 m. Na březích rybníka roste rákos obecný a v okolí se vyskytují pole. Z hráze rybníka vede cesta do Purkratic k průmyslové zóně Písek. Na hrázi jsou stromy a keře a uprostřed stavidlo.

## Galerie

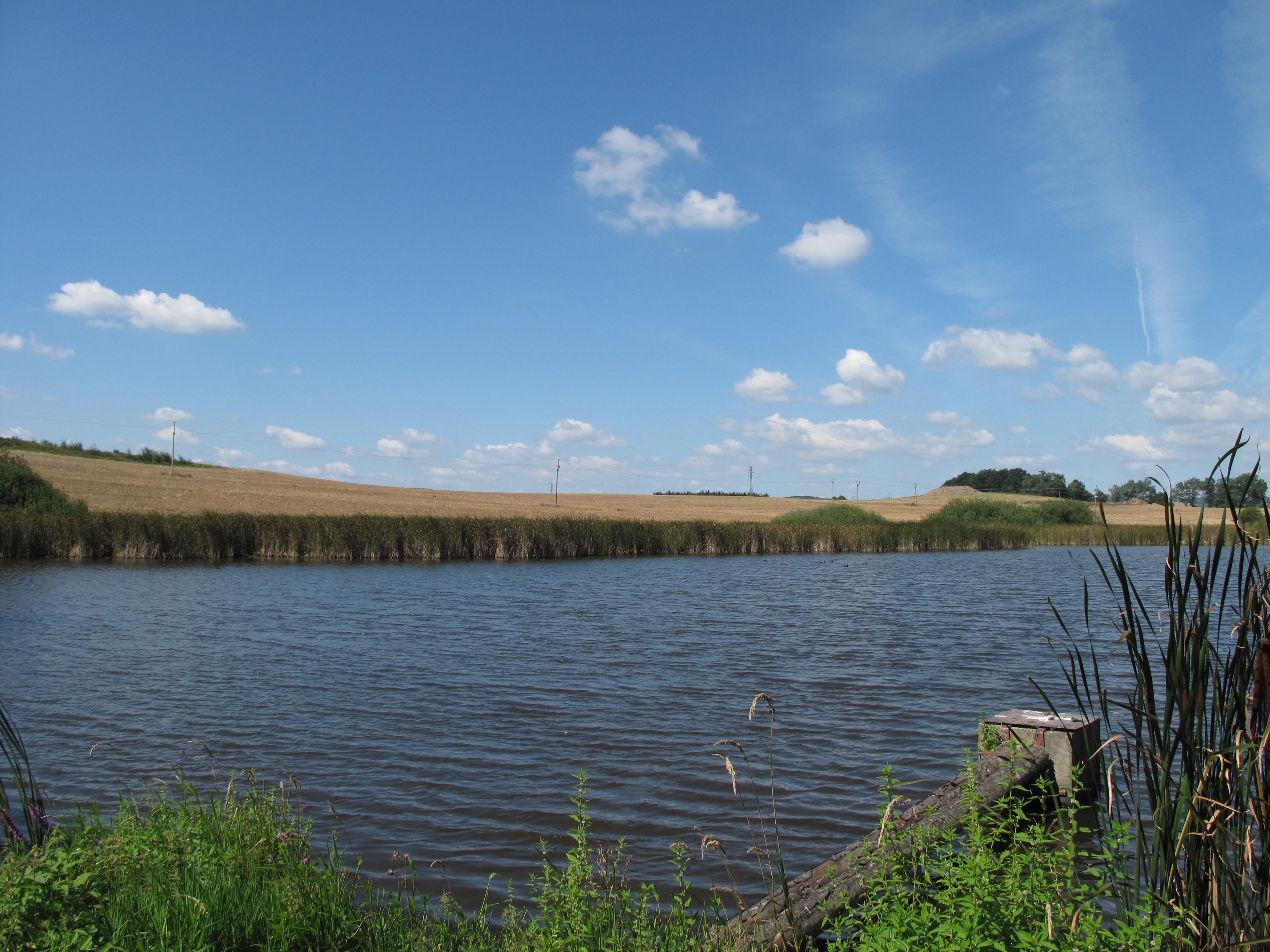
Stavidlo
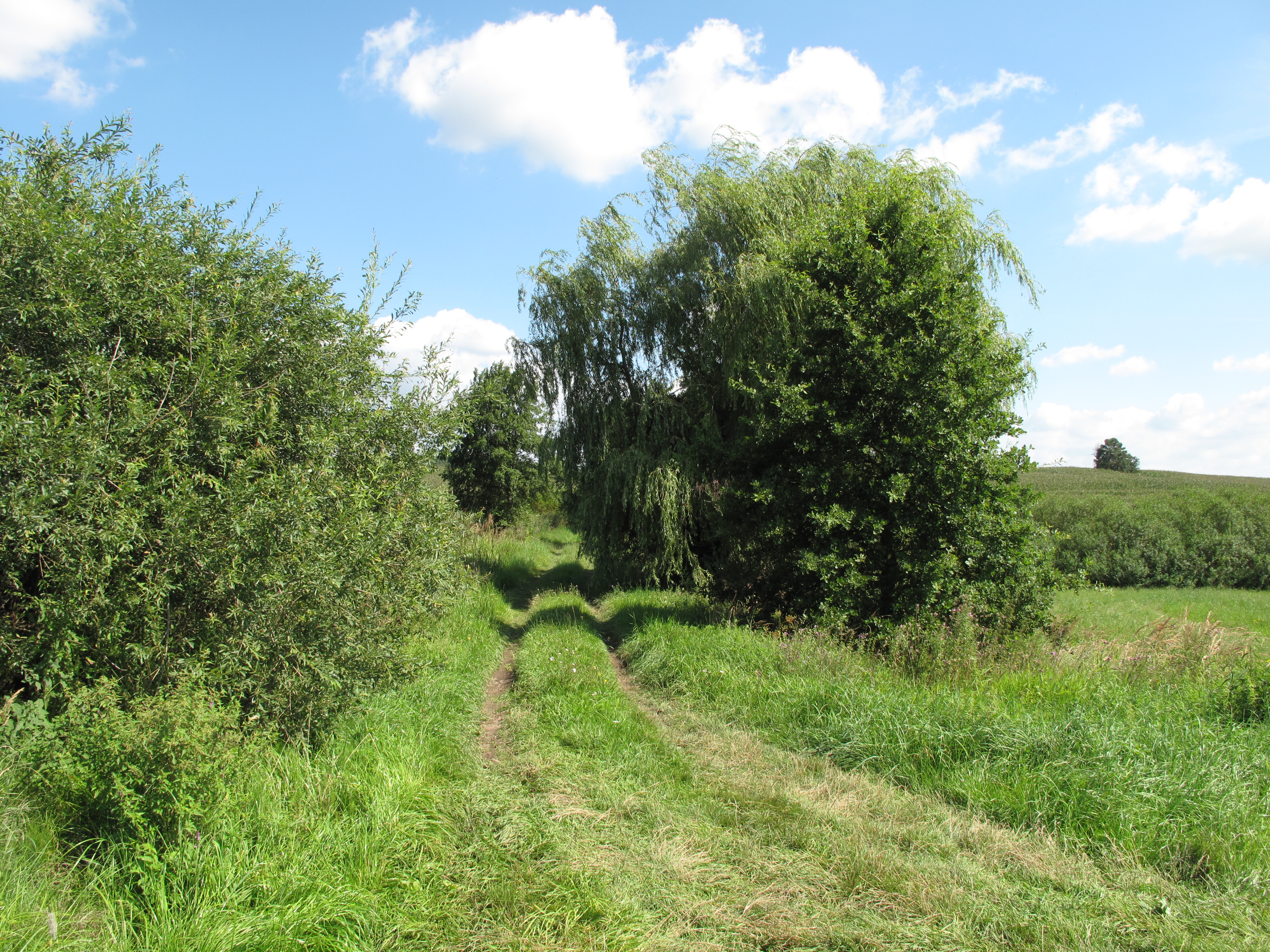
Cesta na hráz
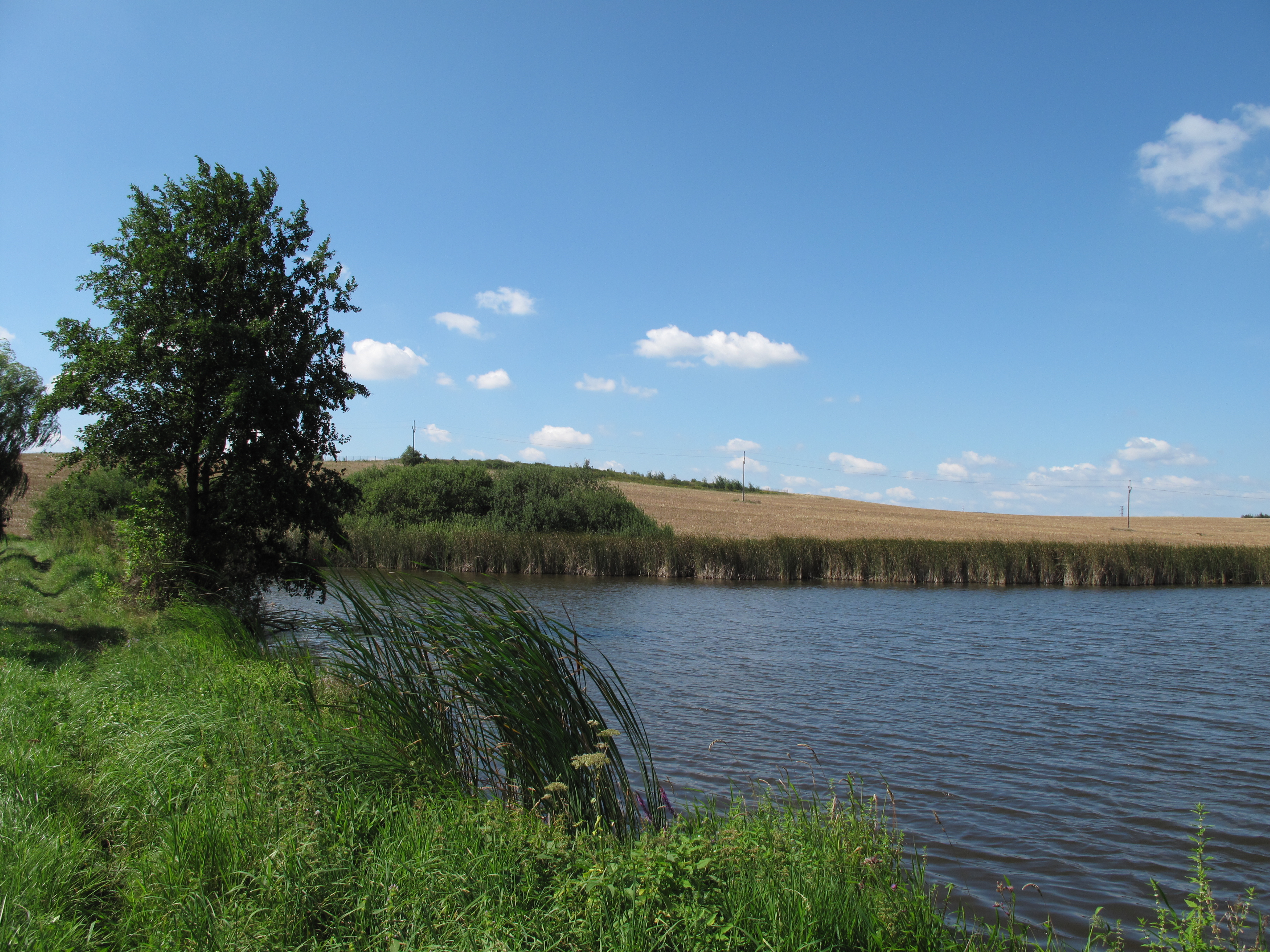
Břeh z hráze